# Грицько Кернеренко
Грицько Кернеренко (справжнє ім'я — Гірш бен Борух, Григорій Борисович Кернер; нар. 1863, м. Гуляйполе — пом. 1941, м. Париж) — український письменник, поет та перекладач єврейського походження, який вважається засновником українсько-єврейської літературної традиції.

## Життєпис
Народився 1863 року в слободі Гуляйполе в сім'ї заможного заводчика. Закінчив гімназію у Сімферополі, вивчав агротехніку у Мюнхенському політехнікумі. Займався господаркою у своєму маєтку в місті Гуляйполе.
Друкувався в альманасі «Складка», антологіях «Акорди», «Розвага», часописі «Літературно-науковому віснику» та інших. 
1920 р. з родиною - дружиною Ревекою Михайлівною, та трьома синами: Яковом, Віктором та Емілем, через Крим та Туреччину виїхав до Франції. З 1926 р. проживав у м. Кламар, а пізніше в Парижі. 
Після окупації Франції нацистами всі троє синів були заарештовані, поміщені в концентраційний табір Руальє (Compiegne), потім переведені до  Дрансі та депортовані в Аушвіц, де й загинули.  
Помер 6 листопада 1941 р. в Парижі [Архівовано 13 квітня 2021 у Wayback Machine.]
Був похований у колумбарії відомого кладовища Пер-Лашез (Père Lachaise) (Париж, Франція). З 1952 р. місця поховання не існує

## Твори
Літературна спадщина Грицька Кернеренка становить кілька сотень віршів, поетичних перекладів, декілька коротких оповідань і казок, одну п'єсу.
- «Правдива казка». Оповідання (1886);
- «Невеличкий збірник творів Грицька Керненка» (1890);
- «Щетинник. З народного життя». Поема (1892);
- «В досужий час. Лірна поезія». Поезії (1896);
- «Цїлюще зїлля». Оповідання (1904)[6];
- «Менти натхнення». Збірник творів (1910)[7].

Грицько Кернеренко присвятив  кілька своїх поезій пам'яті Тараса Шевченка («Роковини смерті Шевченка» (1890), «Пам'яті Шевченка» (1909) та інші). Також присвятив вірш пам'яті літератора Віта Косовцова (1899) .

## Перекладацтво
Переклав українською окремі твори Генріха Гейне, Олександра Пушкіна, Шолом-Алейхема, Ольги Чюміної, Семена Фруга, Семена Надсона, Олексія Апухтіна.